# Легендарная пыль
Легендарная пыль (укр. Легендарний пил) - третій студійний альбом російського реп-виконавця з Уфи Моргенштерна, випущений 17 січня 2020 року. Альбом записувався в прямому ефірі на відеохостинге YouTube з 6 по 12 січня 2020 року.

## Передісторія
Про намір записати альбом у прямому ефірі Алішер повідомив 20 грудня 2019 року в кліпі на сингл «Yung Hefner». У відеокліпі Моргенштерн розповів, що написав трек за дві години, і вирішив записати альбом у січні за один тиждень у прямому ефірі. Назву альбому взято з інтернет-мема, що поширився в соціальних мережах після участі Моргенштерна в ютуб-шоу Данила «DK» Кашина 30 листопада 2019 року, де музикант розповів, що усвідомив, що «всі ми, люди, марний пил».
2 вересня Моргенштерн разом зі Slava Marlow отримали 22 платинових диски за всі пісні з альбому, видані лейблом Zhara Music.

## Список композицій
Автор слів Моргенштерн. 
| Легендарний пил | Легендарний пил                                          | Легендарний пил | Легендарний пил |
| #               | Назва                                                    | Продюсер        | Тривалість      |
| --------------- | -------------------------------------------------------- | --------------- | --------------- |
| 1.              | «Я пыль»                                                 | Slava Marlow    | 1:48            |
| 2.              | «Съел деда» (спільно зі Slava Marlow)                    | Slava Marlow    | 1:48            |
| 3.              | «Четыре украинки»                                        | Slava Marlow    |                 |
| 4.              | «Е! Банная»                                              | Slava Marlow    | 2:15            |
| 5.              | «Она - оно»                                              | Slava Marlow    | 1:37            |
| 6.              | «Красное вино фристайл» (спільно з Frame Tamer)          | Slava Marlow    | 2:51            |
| 7.              | «Домофон / Чича» (за участю Frame Tamer та Slava Marlow) | Slava Marlow    | 1:32            |
| 8.              | «Ратататата» (спільно з Вітей АК)                        | Slava Marlow    | 1:58            |
| 9.              | «Опа»                                                    | Slava Marlow    | 1:59            |
| 10.             | «Последняя»                                              | Slava Marlow    | 3:01            |
| 20:51           |                                                          |                 |                 |

## Учасники запису
За даними Genius.
- Моргенштерн - основний виконавець, автор пісень
- Slava Marlow - запрошений виконавець, продюсер, мікшування, мастеринг
- Frame Tamer - запрошений виконавець, мікшування, мастеринг
- Пламлі - мікшування, мастеринг
- Вітя АК - запрошений виконавець